# Montanothalma natalensis
Montanothalma natalensis là một loài ruồi trong họ Tachinidae.